# YM2610
YM2610（FM Operator type N-B、OPNB、OPT（TはTAITOのT）とも）は、タイトーの要望により日本楽器製造（現・ヤマハ）が開発した音源チップである。
同一チップ内にSSG音源、FM音源、ADPCM音源といった複数の音源が搭載されており、SSG以外は左右と中央に出力先が選択可能である。
ADPCM部分については二種類存在し、固定周波数の方はYM2608でチップに内蔵された波形データを再生するリズム音源専用としていたのを外部メモリから波形データを参照できるように仕様変更した実装となっている。
F2システムや、ネオジオなどのアーケード基板で使用された。
生産上の歩留まりの関係で、仕様上FM6音発声する予定だったのが製品では4音となった。後に当初の仕様通りに6音発声可能となったYM2610Bがリリースされた。

## 構成
- 4オペレータFM音源 YM2610では4音、YM2610Bでは6音
- SSG音源 3音
- ノイズ 1音
- ADPCM-A 6音 再生周波数は18.5kHzに固定され音程を変更する事は出来ない。
- ADPCM-B 1音 YM2608のADPCMに相当し、再生周波数は2kHz - 55.5kHzの範囲で指定が可能である。
- タイマー 2系統
- LFO